# Johann Friedrich Weidler
Johann Friedrich Weidler (13 de abril de 1691, Gros-Neuhausen, Turingia - 30 de noviembre de 1755, Wittemberg) fue un matemático y astrónomo alemán.
Enseñó en la Universidad de Wittemberg a partir de 1719. Sus tres obras principales, que resumen su docencia, fueron: Mathemathicae Institutiones, 1718, Subterranae Institutiones, 1751, e Institutiones astronomiae, 1754; de gran influencia.
Fue muy frecuentemente citado en obras posteriores, particularmente por Jean Sylvain Bailly en su Histoire de l’Astronomie moderne (1785).
En 1747 consiguió calcular con una gran precisión la longitud y anchura de la ciudad de Wittemberg.
Fue nombrado miembro de la Royal Society de Londres y de la Academia de Berlín (Real Academia Prusiana de las Ciencias).

## Obra
- Diss. De scepti physica, Wittenberg, 1712
- De Habacuci de testimonio Messia c. III, 13. d'Abarbanelis glossemate liberato, Wittenberg, 1712
- De Distantiis locum dans Geographia cognoscendis exact, Wittenberg, 1713.
- Institutiones mathematicae, dub finem accedunt tabulae logarithmorum, Witteinberg, 1718, in-8°, réimprimé en 1759, et pour la sixième fois à Leipsick, 1784, 2 vol. in-8° :
- Explicatio Jovilabii Cassiniani, Wittemberg, 1727, in-4° ;
- Tractatus de machinia hydrolycis toto terrarum orbo maximis, Murliensi, Londinensi et aliis rarioribus, Wittemberg, 1728, in-4°, reimpreso en 1733 ;
- Commentatio de aurora boreali, die 26 novemb. 1729 ; Wittemberg, 1730, in-4° ;
- Historia astronomiae, Wittemberg, 1741, in-4° ;
- Institutiones geometria subterranae, Wittemberg, 1751, 2ª ed. ;
- Institutiones astronomiae, Wittemberg, 1754, in-4°.